# Delwijnen
Delwijnen est un village néerlandais de la commune de Zaltbommel, situé dans la province du Gueldre.

## Géographie
Delwijnen est situé au sud-ouest de Zaltbommel, dans la partie occidentale du Bommelerwaard, entre Nederhemert-Noord et Kerkwijk.

## Histoire

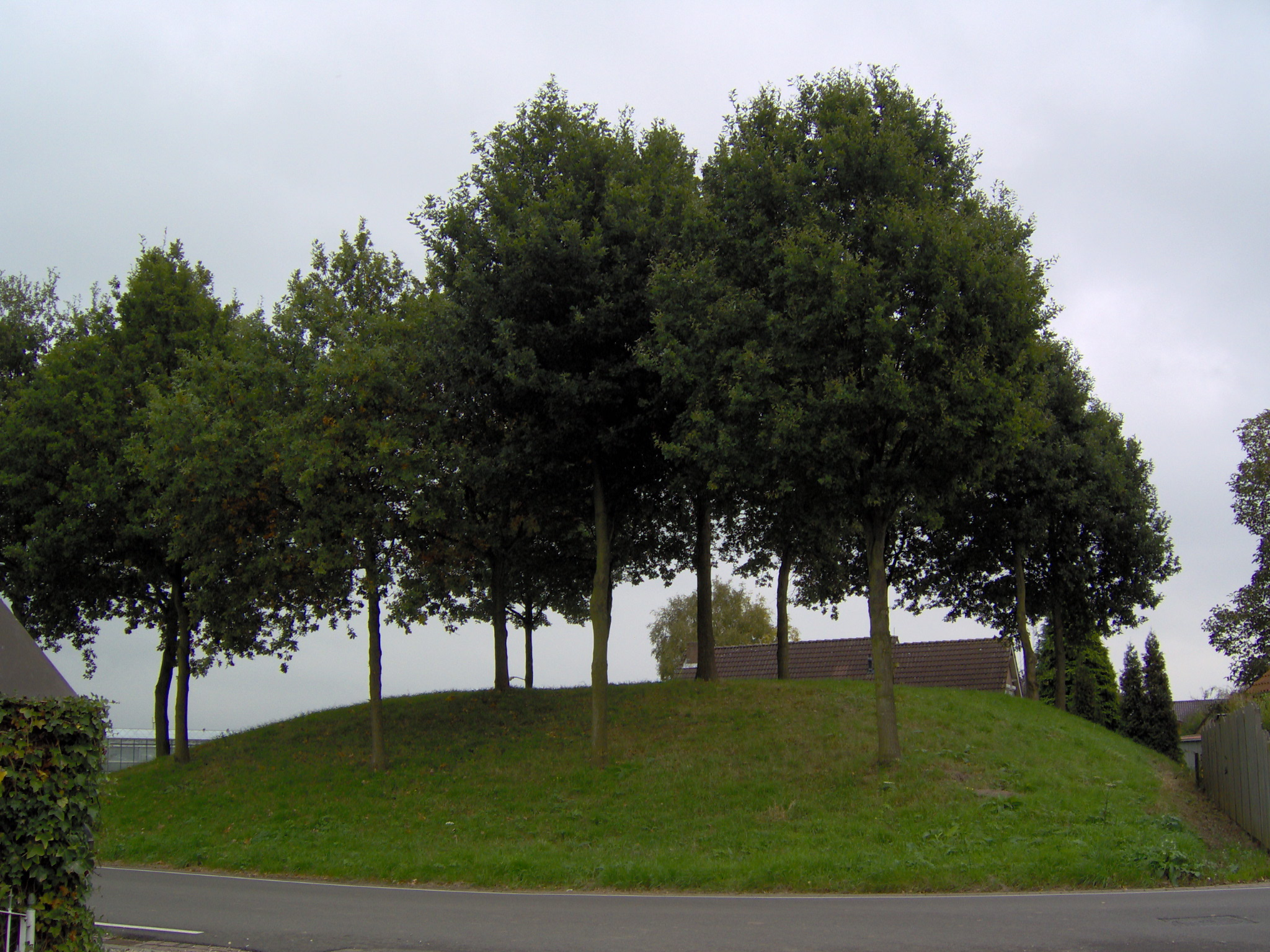
Motte castrale de Delwijnen

Au centre du village se trouve une motte castrale, une des rares de cette région. L'ancien château datait probablement du Xe siècle ; il était entouré d'une palissade.
En 1840, le village appartenait à la commune de Kerkwijk et comptait 38 maisons et 258 habitants.

## Référence
1. ↑  Alphabetisch register van alle bewoonde oorden des Rijks, Departement van Oorlog, Éd. Erven Doorman, 's-Gravenhage, 1850